# Är dagen fylld av oro och bekymmer
Är dagen fylld av oro och bekymmer är en psalm, med text skriven 1983 av Maj Bylock. Musiken är skriven 1967 av Anfinn Øien.

## Publicerad i
- 1986 års psalmbok som nr 524 under rubriken "Stillhet - meditation".
- Psalmer och Sånger 1987 som nr 543 under rubriken "Dagens och årets tider - Under dagen".[1]